# Horriwil
Horriwil är en ort och kommun i kantonen Solothurn, Schweiz. Kommunen har 911 invånare (2023).